# Cliff Wilson
Cliff Wilson (* 10. Mai 1934 in Tredegar, Monmouthshire, Wales; † 21. Mai 1994) war ein walisischer Snookerspieler. Er galt schon in seiner Jugend als hochtalentierter Spieler, entschied sich aber erst mit 45 Jahren nach dem Gewinn der Amateur-WM 1978 für eine Profikarriere und erreichte Ende der 1980er Jahre mit Rang 16 der Weltrangliste seine höchste Platzierung. Wilson zählte zwar nie ganz zur Weltspitze des Snookersports, war aber trotz mehrerer gesundheitlicher Probleme, allen voran sein schlechtes Sehvermögen, einer der dynamischsten und schnellsten Spieler seiner Zeit. Zudem war er beim Publikum für sein risikoreiches Spiel im damals noch stark defensiv ausgerichteten Snookersport sehr beliebt.

## Leben

### Anfänge als Amateur
Wilson wurde 1934 im walisischen Tredegar geboren. Als Teenager begann er mit dem in Großbritannien und Irland sehr populären Snookersport und freundete sich dabei mit dem zwei Jahre älteren und ebenfalls aus Tredegar stammenden Ray Reardon an, der später sechsfacher Snookerweltmeister wurde. Während Wilsons Heimatclub die Lucania Billiard Hall war, spielte Reardon im Miners’ Institute. Ihre gemeinsamen Partien waren unter der örtlichen Bevölkerung beliebt und sorgten stets für gut gefüllte Spielhallen. Während Reardon in den Amateurjahren auf walisischer Ebene die Oberhand behielt, konnte Wilson auf nationaler Ebene meist bessere Ergebnisse vorweisen. So erreichte er 1951 das Finale der englischen U19-Meisterschaft und unterlag dort Rex Williams, bevor er in den beiden folgenden Jahren das Turnier gewann.
Im Alter von 17 Jahren nahm Wilson im Frühjahr 1952 erstmals an der English Amateur Championship teil. Unter anderem durch Siege über Reardon und Gary Owen erreichte er das Halbfinale, wo er dem späteren Sieger Charles Downey unterlag. Nachdem er im folgenden Jahr im Achtelfinale ausgeschieden war, besiegte er 1954 erneut Reardon und zog ins Endspiel des Turniers ein. Dort wurde er aber mit 9:11 von Ernest Geoffrey Thompson besiegt. Auch 1955 erreichte er das Halbfinale, in dem er gegen Alf Nolan verlor. Sein Freund Reardon, der zwischen 1950 und 1955 sämtliche Ausgaben der walisischen Snooker-Meisterschaft gewonnen hatte, zog schließlich ins englische Stoke-on-Trent, woraufhin Wilson 1956 gegen V. Wilkins die walisische Snooker-Meisterschaft gewinnen konnte.
Mitte der 1950er Jahre war Snooker auf professioneller Ebene auf einem Tiefpunkt angelangt, sogar die Austragung der Snookerweltmeisterschaft wurde ausgesetzt. Wilson sah als Profispieler keine Zukunft und der Tod seines Vaters sowie die eigene Hochzeit waren weitere Gründe für seinen Entschluss, vorerst mit dem Snooker aufzuhören. Er fand daraufhin eine Anstellung in einem Stahlwerk in Llanwern. Im Nachhinein wurde dieser zeitweilige Rückzug oft als Bruch in seiner Karriere angesehen, da er später an seinen spielerischen Höchststand nicht mehr anknüpfen konnte. Damals gingen zahlreiche Waliser davon aus, dass der Senkrechtstarter Wilson mehr Talent als sein Konkurrent und Freund Reardon hätte, doch Reardon konnte in den folgenden Jahren auf professioneller Ebene sechs Weltmeisterschaften gewinnen.
In den folgenden 15 Jahren spielte Wilson nie Snooker. Sein Interesse kehrte erst 1972 zurück, als er von einem Arbeitskollegen gefragt wurde, ob er für das Werks-Snookerteam in einem örtlichen Wettbewerb spielen würde. Der Snookersport wurde mittlerweile wieder populärer, aber Wilson hatte mit einem schlechten Sehvermögen zu kämpfen, sein linkes Auge war so gut wie nutzlos. Zeitweise trug Wilson eine Augenklappe, später eine Brille mit unterschiedlichen Gläserstärken. Trotzdem nahm er 1974 an der walisischen Snooker-Meisterschaft teil und erreichte das Halbfinale, zwei Jahre später das Achtelfinale.
In den folgenden Jahren schaffte Wilson eine Serie von Erfolgen: So gewann er mittels eines 7:4-Sieges über Paul Medati die Pontins Autumn Open (1976) und kurz darauf 21 Jahre nach seinem ersten Titelgewinn mit einem 8:1-Sieg gegen Dai Thomas die walisische Snooker-Meisterschaft (1977). Im Folgejahr nahm er zwar erfolglos an den Pontins Spring Open teil, erreichte allerdings das Finale des südlichen Qualifikationswettbewerbs der English Amateur Championship, das er mit 2:8 gegen seinen walisischen Landsmann Terry Griffiths verlor.

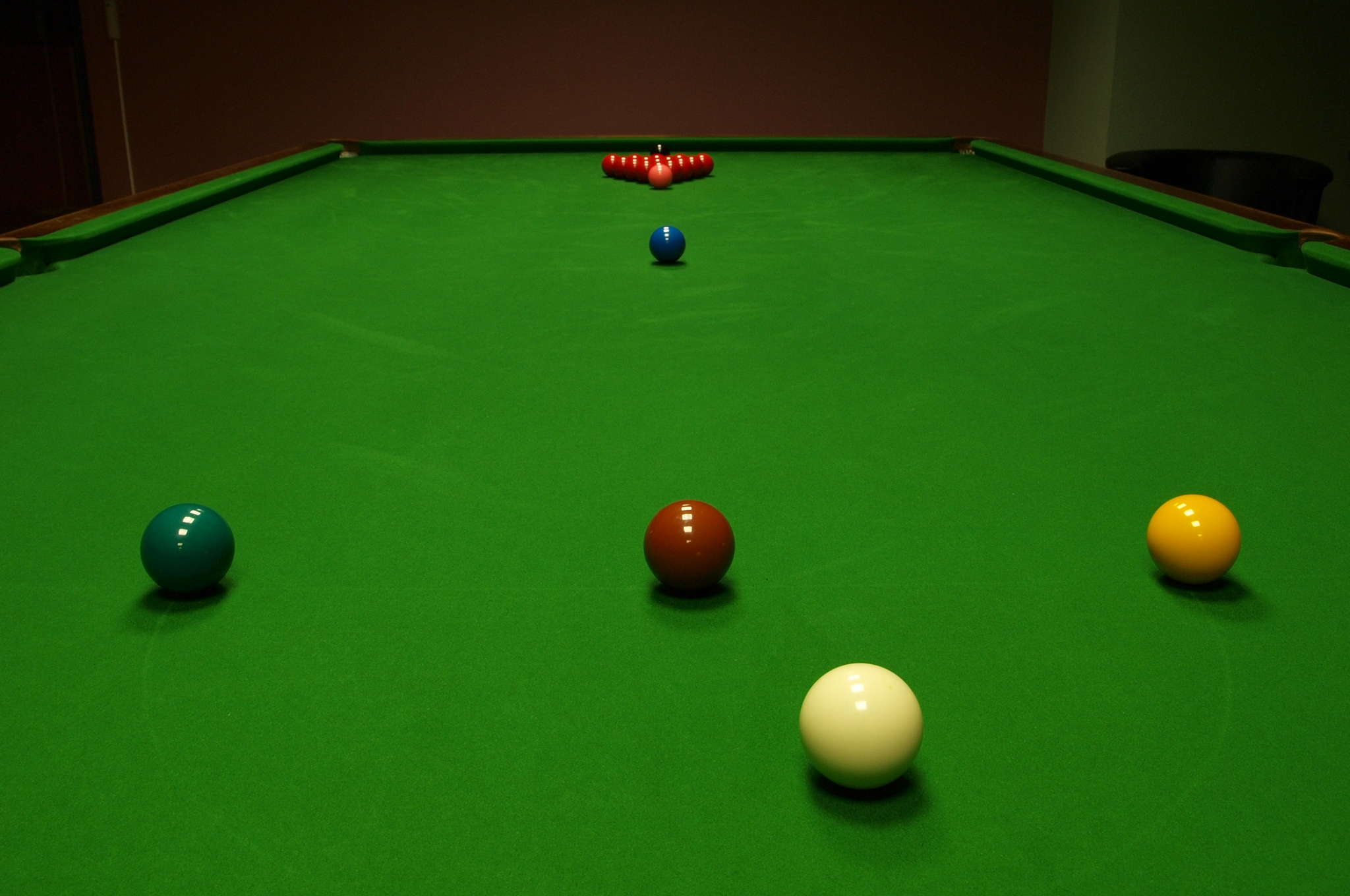
Wilson konnte schon zu Beginn seiner Profikarriere kaum noch das Ende des 3,66 Meter langen Snookertisches sehen

Ebenfalls 1978 nahm Wilson erstmals an einer Amateurweltmeisterschaft teil, überstand dort ohne Niederlage die Gruppenphase und erreichte das Finale durch Siege über Joe Grech und Kirk Stevens. Dort besiegte er mit 11:5 den Engländer Joe Johnson und gewann so seinen ersten internationalen Titel. Im Anschluss gelang ihm bei der walisischen Snooker-Meisterschaft mit einem 8:5-Sieg über Geoff Thomas der dritte Titelgewinn und zusammen mit Steve Newbury der Sieg bei der nationalen Zweier-Meisterschaft. Nach diesen Erfolgen wurde Wilson zur Saison 1979/80 im Alter von 45 Jahren Profispieler. Sein Sehvermögen war bereits so schlecht, dass er nicht mehr das Ende des Tisches sehen konnte. Bei seinem Spiel glich er diesen Nachteil durch sein gutes Gedächtnis aus.

### Erste Profijahre
Wilsons erste Profisaison 1979/80 war durchwachsen und trotz einiger Erfolge gelang es ihm nicht, sich in der Weltrangliste zu platzieren. Er nahm an der UK Championship, der Welsh Professional Championship und am British Gold Cup teil, wobei das Erreichen des Achtelfinales beim UK Championship sein größter Erfolg war. Hier unterlag er dem späteren Weltmeister Terry Griffiths mit 4:9, der ebenfalls seine erste Profisaison spielte. Zum Saisonende besiegte er bei der Snookerweltmeisterschaft den Kanadier Frank Jonik, bevor er in der Runde der letzten 24 dem walisischen Profi Doug Mountjoy unterlag. Abgesehen davon erreichte Wilson außerdem auf Amateurebene das Finale der Pontins Spring Open, das er mit 3:7 gegen Willie Thorne verlor.
Obwohl er in der folgenden Saison 1980/81 bei der UK Championship gegen Mark Wildman sein Auftaktspiel verlor und später erneut in der Gruppenphase des British Gold Cup – damals umbenannt in Yamaha Organs Trophy – ausschied, gelangen Wilson erste Erfolge. So erreichte er das Finale der Welsh Professional Championship, das er aber mit 6:9 gegen seinen Jugendfreund Ray Reardon verlor. Zudem gelang ihm der erneute Einzug in die Runde der letzten 24 der Snookerweltmeisterschaft, wodurch er erstmals einen Weltranglistenplatz zugewiesen bekam, sodass er in der folgenden Saison Rang 23 belegte. Außerdem erreichte er beim Pontins Professional das Halbfinale und bei den Pontins Spring Open erneut das Endspiel, das er gegen den Engländer John Hargreaves mit 3:7 verlor.
In der Saison 1981/82 konnte Wilsons an seine ersten bescheidenen Erfolge nicht anknüpfen und verlor bei den International Open und bei der UK Championship seine Auftaktspiele, zudem schied er beim International Masters erneut in der Qualifikationsgruppenphase aus. Bei der Welsh Professional Championship kam er zumindest ins Halbfinale, unterlag hier aber Terry Griffiths. Lediglich bei der Snookerweltmeisterschaft schaffte er mit dem Einzug in die Runde der letzten 32 ein respektables Ergebnis, in der er jedoch dem mehrfachen WM-Finalisten Eddie Charlton unterlag. Auf der Weltrangliste bedeutete dies einen Verlust von drei Plätzen, sodass er in der folgenden Saison Rang 26 belegte.

### Jahre in der erweiterten Weltspitze

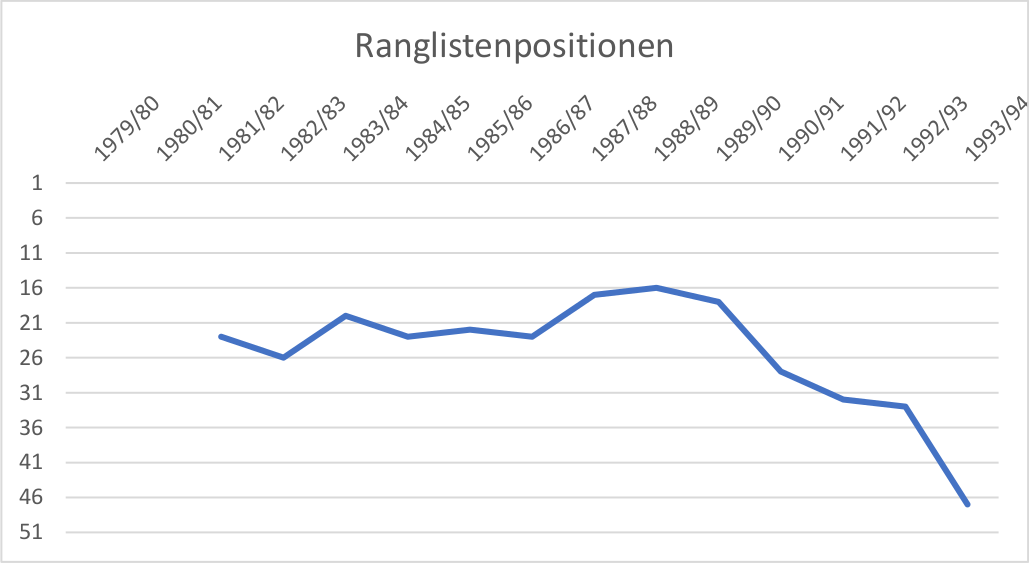
Wilsons Ranglistenverlauf; während der Saison 1988/89 belegte er mit Rang 16 seinen höchsten Platz.

Ab der Saison 1982/83 gab es einige Änderungen bei den Einstufungen der professionellen Turniere. So erhielten ab 1982 neben der Snookerweltmeisterschaft auch die International Open sowie das neu eingerichtete Professional Players Tournament, der spätere Grand Prix, den Status eines Weltranglistenturnieres. Später kamen unter anderem das Classic, die UK Championship und die British Open hinzu. Dadurch beschränkte sich die jährliche Weltrangliste nicht mehr nur auf die Ergebnisse der Weltmeisterschaft, wodurch es für Wilson einfacher wurde auf höhere Plätze aufzusteigen. Bis einschließlich 1989 erreichte Wilson bei den International Open 1982, beim Grand Prix 1985, bei den International Open 1986, beim Classic 1987 und bei den International Open 1989 das Viertelfinale sowie bei zehn weiteren Ranglistenturnieren das Achtelfinale. Fernab dieser Turniere gelang ihm bei der Welsh Professional Championship 1984, welches weiterhin als sogenanntes Non-ranking-Turnier existierte, der Einzug ins Finale, in dem er sich jedoch Doug Mountjoy mit 3:9 geschlagen geben musste.
In dieser Zeit konnte sich Wilson anfangs stabil in den höheren Zwanzigern der Weltrangliste behaupten, bevor er zwischen 1987 und 1990 zu den besten zwanzig Spielern der Welt gehörte. In der Saison 1988/89 erreichte er mit Rang 16 seine höchste Platzierung. Dies ermöglichte ihm die einzige Teilnahme in seiner Karriere am prestigeträchtigen Einladungsturnier Masters. Hier verlor er jedoch mit 2:5 im Auftaktspiel gegen Steve Davis, der den professionellen Snookersport in den 1980er Jahren dominierte und der bis heute einer von nur drei Spielern ist, die alle drei Turniere der Triple Crown in einer Saison gewinnen konnten (Davis 1987/88).
Mit der Saison 1989/90 endete seine professionelle Hochphase und er erreichte bei den kommenden Ranglistenturnieren lediglich das Viertelfinale bei den International Open 1989 und das Achtelfinale der European Open 1991. Er schied dadurch aus der Weltspitze aus und belegte zum Ende der Saison 1990/91 nur noch den 32. Rang der Weltrangliste. Wilson sicherte sich damit nur knapp den nötigen Rang für eine direkte Qualifikation für die Hauptrunden der meisten Ranglistenturniere.

### Letzte Profijahre und Tod
Die Saison 1991/92 begann mit dem Einladungsturnier World Seniors Championship, bei dem Wilson mit Siegen über Rex Williams, Doug Mountjoy und Terry Griffiths das Finale erreichte. Mit einem 5:4-Sieg über den Australier Eddie Charlton gelang ihm im Alter von 57 Jahren und 135 Tagen erst- und zugleich letztmals der Gewinn eines Profiturnieres. Die restliche Saison verlief wie auch schon die vorherigen Spielzeiten schlecht für Wilson und er schied meist spätestens in der Runde der letzten 32 aus. Lediglich bei der Erstausgabe der Welsh Open erreichte er mit Siegen über Paul Davies und Ken Doherty das Achtelfinale, in dem er seinem Landsmann Darren Morgan unterlag. Auf der Weltrangliste verlor er einen weiteren Platz und belegte somit Rang 33. Dadurch verlor er seinen sicheren Platz für die Hauptrunden der meisten Ranglistenturniere und musste sich fortan für diese qualifizieren.
In der folgenden Saison schied Wilson allerdings bei den meisten Turnieren bereits in der Runde der letzten 96 aus und erreichte nur noch vereinzelt die Runde der letzten 32, so beim Grand Prix und beim ersten Event der Strachan Challenge. Zudem gelang ihm bei der UK Championship nach Siegen über Leigh Robinson und Silvino Francisco ein überraschender 9:8-Sieg gegen den talentierten jungen Engländer Ronnie O’Sullivan, bevor er im Achtelfinale gegen den Schotten Stephen Hendry verlor. O’Sullivan stand im Gegensatz zu Wilson noch am Anfang seiner Karriere und wurde später mit einem noch rasanteren Spielstil der dominierende Spieler der 2000er Jahre, nachdem Hendry die 1990er Jahre geprägt hatte. Wilson rutschte nach der Saison in der Weltrangliste um weitere vierzehn Plätze ab und wurde somit nur noch auf Rang 47 geführt.
Die Saison 1993/94 verlief noch schlechter als die vorherigen Saisons. Wilson konnte nur noch bei drei Turnieren ein Auftaktspiel gewinnen, so bei der UK Championship, bei den European Open und bei den International Open. Zum Saisonende schaffte er es in der Qualifikation für die Snookerweltmeisterschaft gegen Mark O’Sullivan nochmals in den Entscheidungsframe, verlor aber schließlich seine allerletzte Profipartie mit 9:10. In der folgenden Saison wäre er somit auf Rang 66 der Rangliste geführt worden.
Wilson, der verheiratet und Vater von vier Kindern war, hatte neben seinen Augenproblemen seit den 1950er Jahren allmählich gesundheitliche Probleme mit seinem Rücken, seinem Knie, seiner Hüfte und seinem Herz bekommen. Zudem hatte sich bei Wilson eine schwerwiegende, nicht operable Krankheit der Leber und der Bauchspeicheldrüse entwickelt, an deren Folgen Wilson wenige Wochen nach Saisonende und elf Tage nach seinem 60. Geburtstag am 21. Mai 1994 starb.

## Spielweise
Vor allem in den 1950er Jahren hatte Wilson, dessen Spitzname The Whirlwind später auch für Jimmy White üblich war, eines der besten und schnellsten Lochspiele und war zudem einer der dynamischsten Snookerspieler überhaupt, bevor Anfang der 1970er-Jahre mit Alex „Hurricane“ Higgins ein weiterer schneller Spieler hinzukam. Hätte er sich damals nicht gegen eine Profikarriere entschieden, wäre er aus heutiger Sicht durchaus einer der populärsten Snookerspieler geworden. Vor allem sein Lochspiel war in jener Ära herausragend. Allerdings fiel sein Karrierehöhepunkt in eine Zeit, in der eine defensive Spielweise üblich war, wodurch Wilsons offensiver Spielstil nicht seine Wirkung hätte entfalten können.
In seinen späteren Profijahren erschwerten die gesundheitlichen Probleme und das Scheinwerferlicht für die TV-Übertragungen Wilsons Spiel, der zu diesem Zeitpunkt zudem an Übergewichtigkeit litt, sodass er seine Technik seinen Möglichkeiten anpassen musste. Dennoch blieb Wilson ein für seine Zeit schneller Spieler und konnte sein herausragendes Lochspiel aufrechterhalten. Im Gegensatz zu den deutlich defensiveren Spielern war Wilson wesentlich risikoreicher und wagte bei sich ergebenden Möglichkeiten eher einen Lochversuch, anstatt lange die Wahrscheinlichkeiten abzuwägen. Ein Grund dafür war Wilsons Auffassung, dass Snooker ein Spiel und nicht ein Sport sei und dass dieses nicht allzu ernst genommen, sondern genossen werden sollte. Daraus resultierte zwar einerseits eine hohe Fehlerquote bei normalen Stößen, aber andererseits auch eine hohe Anzahl erfolgreicher, riskanter Stöße.
Obwohl Wilson während seiner aktiven Zeit es lediglich in die erweiterte Weltspitze geschafft hatte, galt er trotz seines fehlenden Erfolges und seines nicht allzu großen Ehrgeizes als einer der beliebtesten Profispieler. Wilson wurde nach seinem Tod zudem als „Prototyp der modernen Unterhalter Jimmy White und Alex Higgins“ bezeichnet, zu denen seit den 2000er Jahren auch Ronnie O’Sullivan gehört.

## Erfolge
| Ausgang              | Jahr | Turnier                              | Finalgegner              | Ergebnis  |
| -------------------- | ---- | ------------------------------------ | ------------------------ | --------- |
| Amateurturniere      |      |                                      |                          |           |
| Zweiter              | 1954 | English Amateur Championship         | Ernest Geoffrey Thompson | 9:11      |
| Sieger               | 1956 | Walisische Snooker-Meisterschaft     | Vernon Wilkins           | unbekannt |
| Sieger               | 1977 | Walisische Snooker-Meisterschaft     | Dai Thomas               | 8:1       |
| Zweiter              | 1978 | English Amateur Championship – South | Terry Griffiths          | 2:8       |
| Sieger               | 1978 | IBSF-Snookerweltmeisterschaft        | Joe Johnson              | 11:5      |
| Sieger               | 1979 | Walisische Snooker-Meisterschaft     | Geoff Thomas             | 8:5       |
| Zweiter              | 1978 | English Amateur Championship – South | Jimmy White              | 5:8       |
| Pro/Am-Turniere      |      |                                      |                          |           |
| Sieger               | 1976 | Pontins Autumn Open                  | Paul Medati              | 7:4       |
| Zweiter              | 1980 | Pontins Spring Open                  | Willie Thorne            | 3:7       |
| Zweiter              | 1981 | Pontins Spring Open                  | John Hargreaves          | 3:7       |
| Non-ranking-Turniere |      |                                      |                          |           |
| Zweiter              | 1981 | Welsh Professional Championship      | Ray Reardon              | 6:9       |
| Zweiter              | 1984 | Welsh Professional Championship      | Doug Mountjoy            | 3:9       |
| Einladungsturniere   |      |                                      |                          |           |
| Sieger               | 1991 | World Seniors Championship           | Eddie Charlton           | 5:4       |